# Sigalion microantennatus
Sigalion microantennatus är en ringmaskart som beskrevs av Hartmann-Schröder 1974. Sigalion microantennatus ingår i släktet Sigalion och familjen Sigalionidae. Utöver nominatformen finns också underarten S. m. sinantennatus.